# Icasterias panopla
Icasterias panopla är en sjöstjärneart som först beskrevs av Anton Julius Stuxberg 1878.  Icasterias panopla ingår i släktet Icasterias och familjen trollsjöstjärnor. Inga underarter finns listade i Catalogue of Life.